# Eerste Münsterse Oorlog

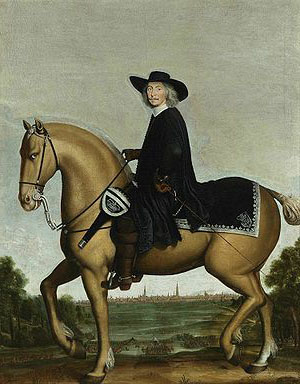
Bommen Berend "voor" de stad Groningen door Wolfgang Heimbach (1674)

Op 23 september 1665, toen de Republiek tijdens de Tweede Engels-Nederlandse Oorlog haar handen vol had op zee, deed prins-bisschop Bernard von Galen met succes een aanval op het oosten en het noorden van het land. Hij had daartoe een verdrag gesloten met de Engelse diplomaat Henry Bennet, graaf van Arlington. Von Galen en zijn opperbevelhebber George Christiaan van Hessen-Homburg staken de grens over met 20.000 man en een klein contingent uit het bisdom Paderborn, ter beschikking gesteld door zijn rivaal Ferdinand von Fürstenberg. Gronau en Losser vielen op 24 september; Enschede, Oldenzaal, Ootmarsum, Huis Almelo en Diepenheim de volgende dag. Borculo viel op 29 september; Bredevoort en Lochem op 1 oktober. Ook Doetinchem, Vorden en Kasteel Keppel kregen te maken met bezetting. Klaarblijkelijk zijn er voornamelijk landhuizen, kastelen en vestingsteden bezet of geplunderd. De Munsterse troepen trokken zich terug op Ommen. Toen de bisschop inzag dat de Ommerschans niet te nemen was liet hij een deel van zijn troepen via Rouveen en Staphorst Drenthe binnenvallen. Ze rukten op naar Winschoten en Wedde.
Een tweede divisie onder leiding van Schotse generaal Gorgas was begonnen in Meppen en eindigde via Barnflair, onder Ter Apel, in het Bourtangerveen (29 september). Via Ootmarsum en Bentheim trok Von Galen naar Emsland om zich te verenigen met de troepen die bij verrassing het Oldambt waren binnengevallen. Er werd kwartier gehouden in Jipsinghuizen waar tijdens en na de Slag bij Jipsinghuizen 300 van zijn mannen sneuvelden of op de vlucht verdronken in het Bourtangerveen. De commandant van Bourtange ging niet in op zijn fraaie beloftes en wist zich te handhaven. De Munsterse troepen, gelegen bij Winschoten werden omsingeld en gaven zich over. 

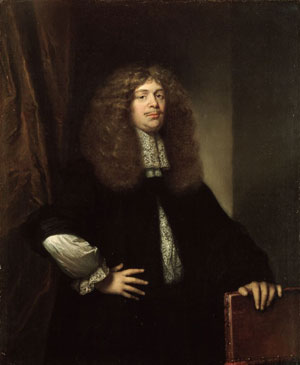
Coenraad van Beuningen in 1673 door Caspar Netscher

Coenraad van Beuningen kreeg de toezegging van Frankrijk dat er troepen zouden worden gestuurd naar Arnhem, die pas op 1 december aankwamen, omdat ze een omweg hadden moeten maken door het bisdom Luik. Ook de Grote Keurvorst en Rudolf August van Brunswijk-Wolfenbüttel schoten te hulp. Een poging van de Munstersen om Willemstad, Oudenbosch en Bergen op Zoom te bezetten om een Engelse invasie mogelijk te maken liep op niets uit. Het Franse leger stond erop dat ze werden onderhouden; de plaatselijke bevolking beklaagde zich dat de troepen erger waren dan de Munstersen. De bejaarde Johan Maurits van Nassau-Siegen, die was aangesteld als nieuwe bevelhebber van het leger, trok op naar Bocholt. Omdat Munsterland werd bedreigd restte Von Galen niets anders dan terug te trekken.  Voor hun verbazingwekkende aftocht, met als buit duizend runderen, hebben de Munsterse troepen een enkele kilometers lange kunstmatige weg op de smalste plek door het moeras gemaakt en gebruikten hiervoor bomen, rijshout, schuurdeuren, en palen.
Op 18 april 1666 werd de Vrede van Kleef gesloten, nadat koning Karel II van Engeland de subsidie aan de prins-bisschop had gestopt. Hiëronymus van Beverningh wist te bewerkstelligen dat de bisschop zijn aanspraken op Borculo opgaf en toezegde zijn leger te beperken tot 3.000 man. De inval leek een onschuldig incident, maar demonstreerde pijnlijk het gebrek aan gevechtskracht van het Staatse leger.